# Brasilien ved sommer-OL 2020
Brasilien deltog under Sommer-OL 2020 i Tokyo som bliver afviklet i perioden 23. juli til 8. august 2021.

## Medaljer
| 2020 Tokyo | Guld | Sølv | Bronze | Total |
| Brasilien  | 7    | 6    | 8      | 21    |

### Medaljevinderne
| Brasilien under sommer-OL 2020 i Tokyo | Brasilien under sommer-OL 2020 i Tokyo | Brasilien under sommer-OL 2020 i Tokyo | Brasilien under sommer-OL 2020 i Tokyo | Brasilien under sommer-OL 2020 i Tokyo |
| Medalje                                | Navn | Sport                                  | Event                                  | Dato                                   |
| -------------------------------------- | --- | -------------------------------------- | -------------------------------------- | -------------------------------------- |
| Guld                                   | Ítalo Ferreira | Surfing                                | Surfing under sommer-OL 2020 – Herrer  | 27. juli                               |
| Guld                                   | Rebeca Andrade | Gymnastik                              | Women's vault                          | 1. august                              |
| Guld                                   | Martine Grael Kahena Kunze | Sejlsport                              | 49erFX                                 | 3. august                              |
| Guld                                   | Ana Marcela Cunha | Svømning                               | Women's marathon 10 km                 | 4. august                              |
| Guld                                   | Isaquias Queiroz | Kano og kajak                          | Men's C-1 1000 metres                  | 7. august                              |
| Guld                                   | Hebert Conceição | Boksing                                | Mellemvægt                             | 7. august                              |
| Guld                                   | Brasiliens nationale u/23 fodboldhold - Santos - Dani Alves - Nino - Diego Carlos - Guilherme Arana - Douglas Luiz - Bruno Guimarães - Claudinho - Antony - Matheus Cunha - Richarlison - Brenno - Bruno Fuchs - Ricardo Graça - Abner - Gabriel Menino - Matheus Henrique - Reinier - Malcom - Paulinho - Gabriel Martinelli - Lucão | Fodbold                                | Mænd                                   | 7. august                              |
| Sølv                                   | Kelvin Hoefler | Skateboarding                          | Men's street                           | 25. juli                               |
| Sølv                                   | Rayssa Leal | Skateboarding                          | Damernes street                        | 26. juli                               |
| Sølv                                   | Rebeca Andrade | Gymnastik                              | Women's all-around                     | 29. juli                               |
| Sølv                                   | Pedro Barros | Skateboarding                          | Herrernes park                         | 5. august                              |
| Sølv                                   | Beatriz Ferreira | Boksing                                | Women's lightweight                    | 8. august                              |
| Sølv                                   | Brazil women's national volleyball team - Carol Gattaz - Rosamaria Montibeller - Macris Carneiro - Roberta Ratzke - Gabriela Guimarães - Natália Pereira - Ana Carolina da Silva - Fernanda Garay - Ana Cristina de Souza - Camila Brait - Ana Beatriz Corrêa - Tandara Caixeta                                                       | Volleyball                             | Women's tournament                     | 8. august                              |
| Bronze                                 | Daniel Cargnin | Judo                                   | Men's 66 kg                            | 25. juli                               |
| Bronze                                 | Fernando Scheffer | Svømning                               | Men's 200 m freestyle                  | 27. juli                               |
| Bronze                                 | Mayra Aguiar | Judo                                   | Women's 78 kg                          | 29. juli                               |
| Bronze                                 | Laura Pigossi Luisa Stefani | Tennis                                 | Women's doubles                        | 31. juli                               |
| Bronze                                 | Bruno Fratus | Svømning                               | Men's 50 m freestyle                   | 1. august                              |
| Bronze                                 | Alison dos Santos | Atletik                                | Men's 400 metres hurdles               | 3. august                              |
| Bronze                                 | Abner Teixeira | Boksing                                | Men's heavyweight                      | 3. august                              |
| Bronze                                 | Thiago Braz | Atetik                                 | Men's pole vault                       | 3. august                              |